# Pteropsaron heemstrai
Pteropsaron heemstrai är en fiskart som beskrevs av Nelson 1982. Pteropsaron heemstrai ingår i släktet Pteropsaron och familjen Percophidae. Inga underarter finns listade i Catalogue of Life.